# Giro del Piemonte 1966
Il Giro del Piemonte 1966, cinquantasettesima edizione della corsa, si svolse il 18 marzo 1966 su un percorso di 214 km. La vittoria fu appannaggio del tedesco Rudi Altig, che completò il percorso in 5h12'20", precedendo gli italiani Franco Bitossi e Gianni Motta.
Sul traguardo di Trivero 71 ciclisti, su 123 partiti da Torino, portarono a termine la competizione.

## Ordine d'arrivo (Top 10)
| Pos. | Corridore           | Squadra          | Tempo    |
| ---- | ------------------- | ---------------- | -------- |
| 1    | Rudi Altig          | Molteni          | 5h12'20" |
| 2    | Franco Bitossi      | Filotex          | a 4"     |
| 3    | Gianni Motta        | Molteni          | a 6"     |
| 4    | Adriano Passuello   | Legnano-Pirelli  | s.t.     |
| 5    | Rolf Maurer         | Filotex          | s.t.     |
| 6    | Franco Cribiori     | Vittadello       | s.t.     |
| 7    | Marcello Mugnaini   | Filotex          | s.t.     |
| 8    | Herman Van Springel | Dr. Mann-Grundig | s.t.     |
| 9    | Vito Taccone        | Vittadello       | s.t.     |
| 10   | Imerio Massignan    | Bianchi          | s.t.     |